# ФК Полония Варшава
МКС „Полония“ (Варшава) (на полски: Miejski Klub Sportowy Polonia Warszawa, Мейски Клуб Спортови Полония Варшава) е полски спортен клуб, с отбори по футбол и баскетбол.

## История
Основан е през 1911 г. и е най-старият подобен клуб във Варшава.

## Срещи с български отбори
„Полония“ се е срещал с български отбори в приятелски срещи.

### „Лудогорец“
С „Лудогорец“ се е срещал един път в приятелски мач на 7 февруари 2012 г. в Турция като срещата завършва 0 – 0 .

## Успехи
- Шампион на Полша (2):

1946, 2000
- Носител на Купа на Полша (2):

1952, 2001
- Носител на Суперкупа на Полша (1):

2000